# Hans Buchholz
Hans Buchholz (28 de julho de 1908 - 19 de maio de 1941) foi um oficial alemão que serviu durante a Segunda Guerra Mundial. Foi condecorado com a Cruz de Cavaleiro da Cruz de Ferro.

## Carreira

### Patentes
Oberleutnant der Reserve

### Condecorações
| Cruz de Ferro 2ª Classe                                |
| Cruz de Ferro 1ª Classe                                |
| Cruz de Cavaleiro da Cruz de Ferro 24 de março de 1941 |